# Marko Knežević (cầu thủ bóng đá, sinh 1989)
Marko Knežević (Kirin Serbia: Марко Кнежевић; sinh ngày 29 tháng 3 năm 1989) là một cầu thủ bóng đá Serbia, thi đấu ở vị trí thủ môn cho Voždovac.
Knežević là sản phẩm của hệ thống trẻ Partizan, nhưng không được ra sân cho câu lạc bộ. Thay vào đó anh được cho mượn đến Teleoptik và Metalac Gornji Milanovac.
Knežević đại diện Serbia và Montenegro tại Giải bóng đá U-17 vô địch châu Âu 2006.

## Danh hiệu
Borac Banja Luka
- Cúp bóng đá Bosnia và Herzegovina: 2009–10